# Tephrosia eriocarpa
Tephrosia eriocarpa är en ärtväxtart som beskrevs av George Bentham. Tephrosia eriocarpa ingår i släktet Tephrosia och familjen ärtväxter. IUCN kategoriserar arten globalt som livskraftig.

## Underarter
Arten delas in i följande underarter:
- T. e. eriocarpa
- T. e. victoriensis